# Sukarami (Taba Penanjung)
Sukarami is een bestuurslaag in het regentschap Bengkulu Tengah van de provincie Bengkulu, Indonesië. Sukarami telt 1621 inwoners (volkstelling 2010).